# 瀑布市之役
瀑布市之役（英語：Battle of Falling Waters）於1861年7月2日發生在西維吉尼亞，是第一次馬納沙斯之役中的一場小戰役。北軍軍官為帕特松，南軍則有石牆傑克森 。

## 戰事
7月2日帕特松渡過波多馬克河，攻擊傑克森的師，傑克森並沒有全力反抗，一直後退，使帕特松的主力不能及時上岸加入戰鬥，次日，帕特松攻佔了馬丁堡。

## 戰事結束
戰役中北軍有23人傷亡；而南軍則有91人。雖然得到了馬丁堡，但其後的第一次普林戰役（第一次馬納沙斯之役）北軍反被石牆傑克森一舉打敗，使北軍在這次瀑布市之役中所有的成果化為烏有。